# 2001 (álbum)
2001 (conocido como The Chronic 2001 o Dr.Dre 2001), es el segundo álbum de estudio del rapero estadounidense Dr. Dre, publicado el 16 de noviembre de 1999 por Interscope Records. Las sesiones de grabación para el álbum se llevaron a cabo durante 1997 y 1999, y la producción estuvo a cargo de Dr. Dre, Mel-Man, y Lord Finesse. Es el seguimiento de álbum debut de Dr. Dre, The Chronic y cuenta con varias contribuciones de raperos como Snoop Dogg y Eminem. 2001 muestra una expansión en el sonido g-funk y contiene temas como la violencia, la promiscuidad, el consumo de drogas, las pandillas callejeras y la delincuencia.
El álbum debutó en el número 2 del Billboard 200, vendiendo más de 550 000 copias en su primera semana. Ha sido certificado disco de platino por la RIAA después de la venta de seis millones de copias en los Estados Unidos. A pesar de algunas críticas negativas hacia sus letras gangsta, recibió críticas generalmente positivas. El álbum ha sido acreditado por los escritores de música como la revitalización de la costa oeste en el hip hop después de años de oscuridad, mientras que demuestra que el Dr. Dre podía permanecer prominente con una nueva generación de oyentes.

## Antecedentes
En una entrevista con The New York Times, Dr. Dre habló de su motivación para grabar el álbum y que sentía que tenía que ponerse a prueba con los fanes y los medios de comunicación de nuevo después de que surgieron dudas sobre su capacidad de hacer música. Estas dudas provenían del hecho de que no había lanzado un álbum de estudio en solitario desde The Chronic. Dijo lo siguiente:

"Para el último par de años, ha habido muchos rumores en la calle acerca de si aún puedo sostenerme a mismo, sea así o no sigo siendo bueno en la producción. Esa fue la motivación para mí. Revistas, de boca en boca y la prensa sensacionalista de rap fueron diciendo que ya no lo tenía. ¿Qué más tengo que hacer?, ¿Cuántos discos de platino he hecho?, OK, aquí está el álbum - ¿Y ahora qué tienen que decir?".
Dr. Dre

Luego pasó a hablar de cómo el álbum fue originalmente destinado a ser un mixtape, con temas vinculados a través de interludios y efectos plato, pero luego cambió de ser puesta a punto como una película, diciendo que "Todo lo que oyes es planeado. Es una película, con diferentes situaciones. Así que tienes momentos emotivos, momentos agresivos. Incluso consigues una "pausa para porno". Habló de cómo él no grabó el álbum para el club o para la radio y que planeaba el álbum simplemente para entretenimiento de los aspectos cómicos, diciendo que "Yo no estoy tratando de enviar cualquier mensaje o cualquier cosa con este disco. Pensé que era básicamente hacer hip hard-core-hop y tratar de añadir un toque de comedia negra aquí y allá. Muchas veces los medios de comunicación solo toman esto y trata de convertirlo en otra cosa cuando todo es entretenimiento de primera. No deben tomar demasiado en serio las cosas."
El álbum fue grabado durante 1998 y 1999, después de la publicación de Eminem The Slim Shady LP, del cual Dr. Dre fue productor ejecutivo. Este estilo de producción se continuó en 2001, con nuevos ritmos, escaso y el uso reducido de las muestras que se destacaron en su álbum debut. El coproductor Scott Storch habló de cómo Dr. Dre utilizó a sus colaboradores durante las sesiones de grabación: "En ese momento, vi que Dr. Dre desesperadamente necesitaba algo. Necesitaba una inyección de combustible, y Dre me utiliza como el óxido nitroso. Me tiró en la mezcla, y en cierto modo le dio un toque, un nuevo sabor con el sonido de mi piano y las cuerdas y la orquestación. Así que estaba en los teclados, y Mike Elizondo estaba en el bajo, y Dre estaba en la caja de ritmos." Josh Tyrangiel ha descrito el proceso de grabación que el Dr. Dre emplea, diciendo que "Cada pista, Dre comienza de la misma manera, con Dre detrás de una caja de ritmos en un cuarto lleno de músicos de confianza. (cuando se quiere trabajar, trabajan) El programa un ritmo, y los músicos le siguen el juego, cuando Dre oye algo que le gusta, aísla al músico y le dice cómo perfeccionar el sonido."

## Promoción

### Sencillos
Tres sencillos fueron lanzados del álbum: "Still D.R.E.", "Forgot About Dre" y "The Next Episode".

"Still D.R.E." fue lanzado como el primer sencillo en octubre de 1999. Alcanzó el puesto número 93 en el Billboard Hot 100, número 32 en la lista Hot R&B/Hip-Hop Singles & Tracks y alcanzó el 11 en el Singles Hot Rap. La canción fue nominada a los premios Grammy 2000 a la "Mejor Actuación De Rap Por Un Dúo O Grupo", pero perdió frente a The Roots y Erykah Badu "You Got Me".

"Forgot About Dre" fue lanzado como el segundo sencillo en 2000 y como el anterior, fue un éxito. Alcanzó el número 25 en el Billboard Hot 100 y el número 14 en el Hot R&B/Hip-Hop Singles & Tracks. El video musical ganó el MTV Video Music Award al "Mejor Vídeo De Rap" en 2000. La canción ganó en "Mejor Actuación De Rap Por Un Dúo O Grupo" en 2001 en los Premios Grammy.

"The Next Episode" fue lanzado como el tercer y último sencillo en 2000. Alcanzó el puesto número 23 en el Billboard Hot 100 y el número 11 en la lista Hot R&B/Hip-Hop Singles & Tracks. Alcanzó el número tres en listas del Reino Unido en febrero de 2001. Fue nominada a los premios Grammy 2001 a la "Mejor Actuación De Rap Por Un Dúo O Grupo", pero el premio fue para "Forgot About Dre".

## Recepción
El álbum fue generalmente bien recibido por los críticos. Stephen Thomas Erlewine de Allmusic dijo: "2001 no es tan sorprendente o coherente como Slim Shady, pero la música siempre está llena de carácter". Tom Weekly Sinclair elogió la producción, calificándola de "sonido inusualmente escaso". Christopher John Farley del Times declaró que "Los ritmos son frescos y las colaboraciones con Eminem y Snoop Dogg dan ferocidad e ingenio".

El álbum también recibió críticas negativas. El crítico de rock Robert Christgau de The Village Voice dio a 2001 una calificación de C y escribió desfavorable de las letras misóginas de Dr. Dre. Erlewine criticó la letra, que dijo que era repetitivo y lleno de "gangsta clichés". En su reunión de marzo de 2006 el, Hip Hop Connection clasificó a 2001 como el número 10 en su lista de los "100 Mejores Álbumes Del Hip Hop" (1995-2005).

### Pósicionamiento
| Listas                                | Posición |
| ------------------------------------- | -------- |
| Dutch Albums Chart                    | 17       |
| France Albums Chart                   | 15       |
| Ireland Albums Top 75                 | 30       |
| New Zealand Albums Chart              | 11       |
| Norway Albums Chart                   | 26       |
| Switzerland Albums Chart              | 50       |
| Canadian Albums Chart                 | 3        |
| UK Albums Top 75                      | 4        |
| U.S. Billboard 200                    | 2        |
| U.S. Billboard Top R&B/Hip-Hop Albums | 1        |

## Lista de canciones
Todas las canciones fueron producidas por Dr. Dre, algunas con sus coproductores Mel-Man y Lord Finesse.

| N.º | Título                   | Artista invitado                                                         | Duración |  |
| 1.  | «Lolo» (Intro)           | Xzibit, Tray Deee                                                        | 0:41     |  |
| 2.  | «The Watcher»            | Eminem (sin crédito)                                                     | 3:26     |  |
| 3.  | «Fuck You»               | Devin the Dude, Snoop Dogg                                               | 3:25     |  |
| 4.  | «Still D.R.E.»           | Snoop Dogg                                                               | 4:30     |  |
| 5.  | «Big Ego's»              | Hittman                                                                  | 3:57     |  |
| 6.  | «Xxplosive»              | Hittman, Kurupt, Nate Dogg, Six-Two                                      | 3:35     |  |
| 7.  | «What's The Difference?» | Eminem, Xzibit                                                           | 4:04     |  |
| 8.  | «Bar One» (Skit)         | Traci Nelson, Ms. Roq, Eddie Griffin                                     | 0:51     |  |
| 9.  | «Light Speed»            | Hittman                                                                  | 2:40     |  |
| 10. | «Forgot About Dre»       | Eminem                                                                   | 3:42     |  |
| 11. | «The Next Episode»       | Snoop Dogg, Kurupt, Nate Dogg (sin crédito)                              | 2:41     |  |
| 12. | «Let's Get High»         | Hittman, Kurupt, Ms. Roq                                                 | 2:27     |  |
| 13. | «Bitch Niggaz»           | Snoop Dogg, Hittman, Six-Two                                             | 4:13     |  |
| 14. | «The Car Bomb» (Skit)    | Mel-Man, Charis Henry                                                    | 1:00     |  |
| 15. | «Murder Ink.»            | Hittman, Ms. Roq                                                         | 2:28     |  |
| 16. | «Ed-Ucation»             | Eddie Griffin                                                            | 1:32     |  |
| 17. | «Some L.A. Niggaz»       | Time Bomb, King T, Hittman, Xzibit, DeFari, MC Ren, Knoc-turn'al, Kokane | 4:25     |  |
| 18. | «Pause 4 Porno» (Skit)   | Jake Steed                                                               | 1:32     |  |
| 19. | «Housewife»              | Kurupt, Hittman                                                          | 4:02     |  |
| 20. | «Ackrite»                | Hittman                                                                  | 3:39     |  |
| 21. | «Bang Bang»              | Knoc-turn'al, Hittman                                                    | 3:42     |  |
| 22. | «The Message»            | Mary J. Blige, Rell                                                      | 5:04     |  |
| 23. | «Outro» (Hidden Track)   | Tommy Chong (sin crédito)                                                | 0:25     |  |